# Lilla Stenby
Lilla Stenby – miejscowość (tätort) w Szwecji, w regionie administracyjnym (län) Sztokholm, w gminie Ekerö.
Według danych Szwedzkiego Urzędu Statystycznego liczba ludności wyniosła: 284 (31 grudnia 2015), 269 (31 grudnia 2018) i 263 (31 grudnia 2019).
Miejscowość jest położona we wschodniej części wyspy Adelsö na jeziorze Melar w prowincji historycznej (landskap) Uppland, na zachód od Sztokholmu.